# اسباب‌بازی‌های شکسته
اسباب‌بازی‌های شکسته (به زبان انگلیسی: Broken Toys) یک انیمیشن ۸ دقیقه‌ای محصول سال ۱۹۳۵ است که توسط دیزنی برای مجموعه سمفونی احمقانه ساخته شد. برای خلق اسباب بازی‌های موجود در داستان این انیمیشن، از کاریکاتور برخی از بازیگرهای آن سال‌ها از قبیل دبلیو. سی. فیلدز، زیسو پیتس، ند اسپارکس و استپین فچیت استفاده شده‌است.